# Cyprien Richard
Cyprien Richard (Thonon-les-Bains, 27 gennaio 1979) è un ex sciatore alpino francese.

## Biografia

### Stagioni 1995-2010
Gigantista puro originario di Morzine, fratello di Hélène, a sua volta sciatrice alpina, e attivo in gare FIS dal dicembre del 1994, Richard ha esordito in Coppa Europa il 24 gennaio 1998 a Les Menuires (38º) e in Coppa del Mondo il 17 dicembre 2000 a Val-d'Isère, senza completare la prova. In Coppa Europa ha ottenuto il primo podio l'8 gennaio 2007 a Serre Chevalier (2º) e la prima vittoria il 14 marzo 2007 a Madesimo/Campodolcino.
Fino alla stagione 2006-2007 la sua presenza in Coppa del Mondo è stata saltuaria, soprattutto per via dei risultati non soddisfacenti: fino al dicembre 2007 infatti non si era mai classificato tra i primi trenta. Il 14 marzo 2008, durante le finali di Bormio, ha conquistato il suo primo podio nel circuito (3º), mentre l'anno dopo ha esordito ai Campionati mondiali: a Val-d'Isère 2009 non ha però concluso la prova, così come alla sua unica presenza olimpica di Vancouver 2010.

### Stagioni 2011-2016
L'unica vittoria in Coppa del Mondo, nonché ultimo podio, è giunta nella stagione 2010-2011: l'8 gennaio 2011 ha vinto ad Adelboden a pari merito con il norvegese Aksel Lund Svindal. In quella stessa stagione ha ottenuto i migliori risultati in carriera, vincendo la medaglia d'oro iridata nella gara a squadre e quella d'argento nello slalom gigante ai Mondiali di Garmisch-Partenkirchen e conquistando il 2º posto nello slalom gigante di Coppa del Mondo dell'Alta Badia, oltre al miglior tempo marcato nella prima manche sulla Rettenbach di Sölden (gara poi annullata a causa delle cattive condizioni meteorologiche).
Nella rassegna iridata di Schladming 2013, suo congedo iridato, si è classificato al 19º posto; il 2 marzo 2015 ha ottenuto a Jasná l'ultima vittoria, nonché ultimo podio, in Coppa Europa. Ha disputato l'ultima gara in Coppa del Mondo il 5 marzo 2016 a Kranjska Gora e l'ultima in carriera il 26 marzo successivo a Les Menuires, lo slalom gigante dei Campionati francesi 2016: in entrambi i casi non ha completato la prova.

## Palmarès

### Mondiali
- 2 medaglie:
  - 1 oro (gara a squadre a Garmisch-Partenkirchen 2011)
  - 1 argento (slalom gigante a Garmisch-Partenkirchen 2011)

### Coppa del Mondo
- Migliori piazzamento in classifica generale: 26º nel 2011
- 4 podi:
  - 1 vittoria
  - 1 secondo posto
  - 2 terzi posti

#### Coppa del Mondo - vittorie
| Data           | Località  | Paese    | Specialità |
| -------------- | --------- | -------- | ---------- |
| 8 gennaio 2011 | Adelboden | Svizzera | GS         |

Legenda:

GS = slalom gigante

### Coppa Europa
- Migliori piazzamento in classifica generale: 14º nel 2007
- 8 podi:
  - 4 vittorie
  - 3 secondi posti
  - 1 terzo posto

#### Coppa Europa - vittorie
| Data            | Località              | Paese      | Specialità |
| --------------- | --------------------- | ---------- | ---------- |
| 14 marzo 2007   | Madesimo/Campodolcino | Italia     | GS         |
| 21 gennaio 2011 | Oberjoch              | Germania   | GS         |
| 26 gennaio 2015 | Lélex                 | Francia    | GS         |
| 2 marzo 2015    | Jasná                 | Slovacchia | GS         |

Legenda:

GS = slalom gigante

### Nor-Am Cup
- Miglior piazzamento in classifica generale: 35º nel 2010
- 3 podi:
  - 1 vittoria
  - 2 secondi posti

#### Nor-Am Cup - vittorie
| Data            | Località | Paese       | Specialità |
| --------------- | -------- | ----------- | ---------- |
| 3 dicembre 2009 | Aspen    | Stati Uniti | GS         |

Legenda:

GS = slalom gigante

### Campionati francesi
- 6 medaglie[3]:
  - 1 oro (slalom gigante nel 2008)
  - 2 argenti (slalom gigante nel 2010; slalom gigante nel 2011)
  - 3 bronzi (slalom gigante nel 2007; slalom gigante nel 2012; slalom gigante nel 2015)